# 그린 랜턴: 반지의 선택
《그린 랜턴: 반지의 선택》(Green Lantern)은 2011년 공개된 미국의 슈퍼히어로 영화로, DC 코믹스의 동명의 슈퍼히어로를 원작으로 한다. 마틴 캠벨 감독이 연출을 맡고 그레그 벌랜티, 마크 구겐하임 등이 각본을 담당하였으며, 라이언 레이놀즈가 주인공 히어로 할 조던 / 그린 랜턴을 연기한다.

## 줄거리
먼 옛날, 우주의 수호자들은 의지력을 상징하는 초록 에너지를 이용해 그린 랜턴 군단이라는 우주 경찰 조직을 만들고, 우주를 3,600개 구역으로 나누어 각 구역에 한 명씩의 랜턴을 배치했다. 그 중 2814 구역의 랜턴인 아빈 수르는 악의적인 존재 패럴랙스를 물리치고 외딴 행성 류트에 가둔다.
현대에 이르러 패럴랙스는 감금되었던 행성에서 탈출하여 힘을 키우고, 아빈 수르를 치명적으로 부상시킨다. 죽어가던 아빈 수르는 지구에 불시착하여 자신의 힘을 이어받을 자를 찾아 파워링을 보낸다. 
거만하고 재능 있는 테스트 파일럿인 할 조던은 그 파워링에 의해 선택받아 랜턴이 된다. 할은 그린 랜턴 군단의 본거지인 오아로 이동하여 베테랑 랜턴들과 훈련을 받지만, 자신의 부족함을 느끼고 지구로 돌아온다. 한편 과학자 헥터 해먼드는 아빈 수르의 시신을 검시하던 중 패럴랙스의 일부에 감염되어 염력 능력을 얻지만, 정신적으로 불안정해진다.
헥터는 아버지이자 상원의원인 로버트 해먼드를 살해하려 하고, 할은 그를 막는 과정에서 패럴랙스가 지구를 향하고 있다는 것을 알게 된다. 오아에서는 수호자들이 패럴랙스가 과거 자신들 중 하나였다는 사실과, 두려움에 맞서기 위해 공포의 힘을 사용해야 한다고 주장한다. 그러나 할은 공포의 힘은 결국 사용자를 타락시킨다고 믿고, 스스로 패럴랙스를 막기 위해 지구로 돌아온다.
할은 헥터를 제압하고, 패럴랙스와 치열한 전투를 벌인다. 패럴랙스를 태양으로 유인하여 파괴하는 데 성공하지만, 할 역시 의식을 잃고 태양으로 추락한다. 하지만 시네스트로를 비롯한 그린 랜턴 군단이 그를 구출하고, 할은 지구를 지키는 랜턴으로서 임무를 시작한다.
영화 마지막에는 시네스트로가 노란색 힘의 반지를 착용하면서 녹색 슈트와 눈이 노랗게 변하는 장면이 등장한다.

## 배역
- 라이언 레이놀즈
- 블레이크 라이블리
- 피터 사스가드
- 마크 스트롱
- 앤절라 바셋
- 팀 로빈스
- 테뮤라 모리슨
- 제프리 러시
- 마이클 클라크 덩컨